# Campneuseville
Campneuseville é uma comuna francesa na região administrativa da Normandia, no departamento de Sena Marítimo. Estende-se por uma área de 12,23 km². Em 2010 a comuna tinha 489 habitantes (densidade: 40 hab./km²).